# العلاقات البرازيلية الجزائرية
العلاقات البرازيلية الجزائرية هي العلاقات الثنائية التي تجمع بين البرازيل والجزائر.

## مقارنة بين البلدين
هذه مقارنة عامة ومرجعية للدولتين:
| وجه المقارنة                                              | البرازيل | الجزائر                      |
| --------------------------------------------------------- | --- | ---------------------------- |
| المساحة (كم2)                                             | 8.52 مليون | 2.38 مليون                   |
| عدد السكان (نسمة)                                         | 202.66 مليون | 38.81 مليون                  |
| الكثافة السكانية (ن./كم²)                                 | 23.79 | 16.31                        |
| العاصمة                                                   | برازيليا، ريو دي جانيرو | الجزائر                      |
| اللغة الرسمية                                             | برتغالية برازيلية، Brazilian Sign Language ‏ | اللغة العربية، لغات أمازيغية |
| العملة                                                    | ريال برازيلي، كروزيرو ريال برازيلي ‏، كروزيرو البرازيلية (1990–1993)، البرازيلي كروزادو نوفو، كروزادو برازيلي، cruzeiro ‏، كروزيرو البرازيلية (1942–1967)، الريال البرازيلي (قديم) | دينار جزائري                 |
| الناتج المحلي الإجمالي (بليون دولار)                      | 2.06 تريليون | 170.37 مليار                 |
| الناتج المحلي الإجمالي (تعادل القوة الشرائية) بليون دولار | 3.22 تريليون | 582.63 مليار                 |
| الناتج المحلي الإجمالي الاسمي للفرد دولار أمريكي          | 8.54 ألف | 4.21 ألف                     |
| الناتج المحلي الإجمالي للفرد دولار أمريكي                 | 15.89 ألف | 14.19 ألف                    |
| مؤشر التنمية البشرية                                      | 0.754 | 0.745                        |
| رمز المكالمات الدولي                                      | +55 | +213                         |
| رمز الإنترنت                                              | .br | .dz                          |
| المنطقة الزمنية                                           | | ت ع م+01:00                  |

## منظمات دولية مشتركة
يشترك البلدان في عضوية مجموعة من المنظمات الدولية، منها:
| علم المنظمة | اسم المنظمة                        | تاريخ انضمام البرازيل | تاريخ انضمام الجزائر |
| ----------- | ---------------------------------- | --------------------- | -------------------- |
|             | الاتحاد البريدي العالمي            | ?                     | ?                    |
|             | يونسكو                             | 4 نوفمبر 1946         | 15 أكتوبر 1962       |
|             | البنك الدولي للإنشاء والتعمير      | 14 يناير 1946         | 26 سبتمبر 1963       |
|             | منظمة التجارة العالمية             | ?                     | ?                    |
|             | وكالة ضمان الاستثمار متعدد الأطراف | 7 يناير 1993          | 4 يونيو 1996         |
|             | البنك الإفريقي للتنمية             | ?                     | ?                    |
|             | الاتحاد الدولي للاتصالات           | 4 يوليو 1877          | 3 مايو 1963          |
|             | منظمة الشرطة الجنائية الدولية      | ?                     | ?                    |
|             | مؤسسة التمويل الدولية              | 31 ديسمبر 1956        | 23 سبتمبر 1990       |
|             | الأمم المتحدة                      | 24 أكتوبر 1945        | 8 أكتوبر 1962        |
|             | مؤسسة التنمية الدولية              | 15 مارس 1963          | 26 سبتمبر 1963       |
|             | الفريق المعني برصد الأرض           | ?                     | 2005                 |
|             | منظمة حظر الأسلحة الكيميائية       | ?                     | ?                    |

## أعلام
هذه قائمة لبعض الشخصيات التي تربطها علاقات بالبلدين:
- كريم عينوز (مخرج أفلام برازيلي، 17 يناير 1966 – )
- والديمار ليفي كاردوسو (عسكري برازيلي، 4 ديسمبر 1900 – 13 مايو 2009)

## وصلات خارجية
- موقع وزارة الخارجية البرازيلية
- موقع وزارة الخارجية الجزائرية